# Кудлінський Володимир Анатолійович
Кудлінський Володимир Анатолійович (нар. 26 листопада 1974, Київ) — український театральний режисер, автор інсценівок, журналіст, радіоведучий, театральний педагог. Режисер-постановник Київського академічного драматичного театру на Подолі.

## Життєпис
Народився 26 листопада 1974 року в місті Київ. Навчався у столичних школах № 22, № 263. З дитинства захоплювався спортом — займався футболом в ДЮСШ «Металіст Київ» і «СКА Київ», брав участь на чемпіонаті України з дзюдо в Черкасах. Разом з тим проявляв інтерес до музики — грав на бас-гітарі в рок-гурті[джерело?]. Також захоплювався літературою, що, зрештою, вплинуло на вибір навчального закладу — в 1992 році вступив на факультет української філології в Національний педагогічний університет ім. Драгоманова. Під час навчання захопився авторською піснею. На третьому курсі став активним учасником щойно створеного клубу авторської пісні «Дім». Став лауреатом пісенного фестивалю авторської пісні «Студентські струни» в Житомирі[джерело?].
З 1996 по 1999 роки був студійцем театральної студії «Дельфи» (керівник Сергій Ененберг). Крім акторства, почав цікавитися режисурою, театральною педагогікою.
По закінченню педагогічного університету з 1997 по 2003 роки працював у приватній школі «Співтворчість» вчителем української мови і літератури, а також керівником театральної студії[джерело?].

## Журналістська діяльність
У 2004 році став працювати на радіо «Ера» автором і ведучим музичної програми «Відлуння», де музичним редактором був Роман Коляда. Згодом перейшов на щойно створену радіостанцію радіо Київ 98 FM — там робив авторські програми про театр: «Афіша», «Прем'єра», «Автограф», «Його величність театр», висвітлював театральне життя Києва, а також вів програму для батьків «Сімейна абетка» разом з Тетяною Руйгене[джерело?]. З 2008 року почав друкуватися в таких виданнях як «Бульвар», «День», «2000», «Культпросвіт», де робив інтерв'ю з відомими людьми культури.

## Театральна діяльність
Перші кроки режисера-постановника і сценариста були пов'язані з постановками театралізованих балів. У 2008 разом з Іреною Троц і продюсерським центром «Renessans» були поставлені такі бали:
- «Ромео і Джульєтта» (Київська фортеця) — 2008 р.
- «Бал у Лоренцо Медичі» (Національна філармонія України) — 2009 р.[4]
- «Бал принців» (Музей Івана Гончара) — 2011 р.[5]

У 2010 році вступив на режисуру драми в Київський національний університет театру, кіно і телебачення імені Карпенка-Карого в майстерню до Костянтина Дубініна
В цьому ж році отримав запрошення від Віталія Малахова стати його асистентом у Київському академічному драматичному театрі на Подолі. Був асистентом режисера в таких виставах, як «Опера Мафіозо» за Станіловим, «На дні» за Горьким, «Минулого літа у Чулімську» за Вампіловим, «Обеж» за Нушичем.
У 2013 році керував акторським курсом у Bilyts Art Centre. Зі студійцями поставив виставу «Антігона» за п'єсою Жана Ануя.
У 2018 році — керівник акторського курсу ВГО «Асоціації випускників Малої академії наук». Вистава курсу «Історії звірів» за творами Дона Нігро[джерело?].

## Режисерські роботи на театральних сценах

### Театральний центр «Пасіка» Києво-Могилянська академія
- 2014 р. — «Антігона» за п'єсою Жана Ануя зі студійцями Bilyts Art Centre — режисер—постановник, автор музичного рішення. Участь у міжнародному фестивалі «Схід — Захід» м. Краків[7][8].

### Київський національний академічний Молодий театр
- 2020 р. — «Момент» за оповіданнями Володимира Винниченка — режисер—постановник, автор інсценівки, автор музичного рішення[9][10].

### Київський академічний драматичний театр на Подолі
- 2014 р. — «Старомодна комедія» за п'єсою Олексія Арбузова — режисер—постановник[11].
- 2016 р. — «Він і Вона» за оповіданнями Антона Чехова («Київська Пектораль» за кращу музичну концепцію, композитор Тимур Полянський) — режисер—постановник, автор інсценівки[12].
- 2018 р. — «Каїн XVIII» за Євгеном Шварцем — режисер—постановник, перекладач, автор музичного рішення. Спільний проект Театру на Подолі та КНУТК ім. Карпенка—Карого (курс Юрія Висоцького)[13][14].
- 2020 р. — «Четверта стіна» за п'єсою Alex Wood режисер—постановник. Вистава—читка. Фестиваль сучасної п'єси в Київському театрі оперети[15].
- 2021 р. — «Різдвяна історія», радіовистава за Чарльзом Дікенсом — режисер-постановник, автор інсценівки. Спільний проект Театру на Подолі та Суспільного радіо.
- 2021 р. — «Механічний апельсин» за Ентоні Берджесом — асистент режисера. Постановка Автанділа Варсімашвілі[16][17].
- 2022 р. — «Емігранти» за Славоміром Мрожеком — режисер—постановник, автор музичного рішення[18][19][20]/
- 2023 р. — «Комедіанти» за п'єсою Автанділа Варсімашвілі — режисер-постановник, автор музичного рішення[21][22].
- 2024 р. — «Незнайомка» за новелою Михайла Коцюбинського — режисер-постановник, автор інсценівки, автор музичного рішення[23][24].

## Освіта
1992—1997 рр. навчався на факультеті української філології у Національному педагогічному університеті ім. Драгоманова.
2010—2014 рр. навчався на режисурі драми в Київському національному університеті театру, кіно і телебачення ім. Карпенка-Карого (майстерня Костянтина Дубініна).

## Сім'я
Дружина — Кудлінська (Тарасова) Людмила Олександрівна (нар. 21 серпня 1974)
Син — Кудлінський Андрій Володимирович (нар. 31 жовтня 2001)[джерело?]